# Stradecz
Stradecz, Stradocz (biał. Страдзеч) – wieś na Białorusi, położona w rejonie brzeskim obwodu brzeskiego, do 17 września 2013 r. centrum sielsowietu Stradecz, następnie w sielsowiecie Znamienka. 
We wsi znajduje się parafialna cerkiew prawosławna pw. Świętych Wiary, Nadziei, Miłości i ich matki Zofii oraz przystanki kolejowe Stradecz i Kodeń, położone na linii Brześć – Włodawa. W pobliżu występują bogate złoża torfu, na okolicznych stawach o powierzchni 800 ha eksploatowanych przez przedsiębiorstwo rybackie Stradecz siedliska perkoza rdzawoszyjego, wpisanego do Czerwonej księgi Białorusi.
Do 1939 roku znajdował się tutaj majątek kuzynów poety Pawła Hertza, który jako uchodźca przybył do niego po wybuchu II wojny światowej, co opisał w książce Sedan. W pobliżu folwarku znajdowały się liczne stawy hodowlane założone przez wuja matki Hertza.